# 1914 au Maroc
Chronologie du Maroc
- 1910
- 1911
- 1912
- 1913
- 1914
- 1915
- 1916
- 1917
- 1918

Cet article présente les faits marquants de l'année 1914 au Maroc ou relatifs au Maroc.

## Événements
- Effectifs militaires français au Maroc : 66 266 [1].
- Début de la Guerre des Zayans qui oppose la France et la Confédération Zayan des tribus berbères au Maroc entre 1914 et 1921 lors de la conquête française du Maroc. Le Maroc est devenu un protectorat français en 1912 et le résident général Louis-Hubert Lyautey cherche à étendre l'influence française vers l'est à travers les montagnes du Moyen Atlas vers l'Algérie française. Les Zayans s'y opposent, dirigés par Mouha ou Hammou Zayani. La guerre commence bien pour les Français, qui prennent rapidement les villes clés de Taza et Khénifra. Malgré la perte de leur base de Khénifra, les Zayans infligent de lourdes pertes aux Français, qui répliquent en constituant des groupes mobiles, formations interarmes qui mêlent infanterie, cavalerie et artillerie régulières et irrégulières en une seule force.
- 13 novembre : Bataille d'Elhri. L'amghar Mouha Ou Hammou Zayani à la tête des Zayanes parvient à anéantir toute une colonne de l'armée française dans la poche de Khénifra.

## Économie & société
- Les effectifs français en août 1914 sont de 81 750 hommes[2]. Ils seront en aout 1918 de 87 000 hommes baissant en janvier 1919 à 68 000[3].
- Le Maroc entre dans le première guerre mondiale, entraîné par le traité de protectorat du 30 mars 1912[4].